# Acacia neriifolia
Acacia neriifolia är en ärtväxtart som beskrevs av George Bentham. Acacia neriifolia ingår i släktet akacior, och familjen ärtväxter. Inga underarter finns listade i Catalogue of Life.